# Углово (містечко, Всеволожський район)
Углово (рос. Углово) — містечко у Всеволожському районі Ленінградської області Російської Федерації.
Населення становить 12 осіб. Належить до муніципального утворення Романовське сільське поселення.

## Історія
Від 1 серпня 1927 року належить до Ленінградської області.

## Населення
| 2007 | 2010 | 2017 |
| ---- | ---- | ---- |
| 84   | ↗219 | ↘12  |